# Mecodium lineatum
Mecodium lineatum là một loài thực vật có mạch trong họ Hymenophyllaceae. Loài này được Ching & P.S. Chiu miêu tả khoa học đầu tiên năm 1959.